# Platysternon megacephalum
Famille
Genre
Espèce
Synonymes
- Platysternon peguense Gray, 1870
- Platysternon megacephalum tristernalis
Schleich & Gruber, 1984
- Platysternon megacephalum vogeli Wermuth, 1969

Statut de conservation UICN

 EN A1d+2d : En danger
Statut CITES
Platysternon megacephalum est une espèce de tortues, unique représentant du genre Platysternon et de la famille des Platysternidae.
En français elle est souvent appelée Tortue à grosse tête.
Elle est parfois classée dans d'autres familles selon les sources (voir paragraphe Taxonomie).

## Répartition
Cette espèce se rencontre :
- en Birmanie ;
- au Cambodge ;
- en République populaire de Chine, au Anhui, au Fujian, au Guangdong, au Guangxi, au Guizhou, à Hainan, à Hong Kong, au Hunan, au Jiangsu, au Jiangxi, au Yunnan et au Zhejiang ;
- au Laos ;
- en Thaïlande ;
- au Viêt Nam.

## Habitat
Elle vit au bord des petits cours d'eau de montagne, dans les torrents au fond pierreux, peu profond et larges de quelques dizaines de centimètres.

## Description

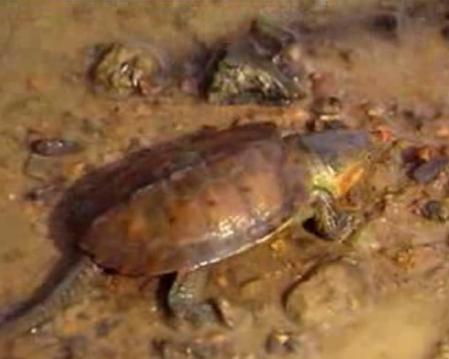
Platysternon megacephalum.

Cette tortue aquatique principalement nocturne  mesure jusqu'à environ 18 cm de long (longueur de carapace). C'est une petite tortue qui peut être agressive. Elle n'hésite pas à mordre pour se défendre.

Elle a une large tête qu'elle ne peut pas rentrer dans sa carapace, une grande bouche avec de puissantes mâchoires et un bec en crochet. Sa carapace, dure et aplatie, a une dossière qui varie du brun au vert olive et un plastron jaunâtre. Sa queue est longue, aussi longue que la dossière.,

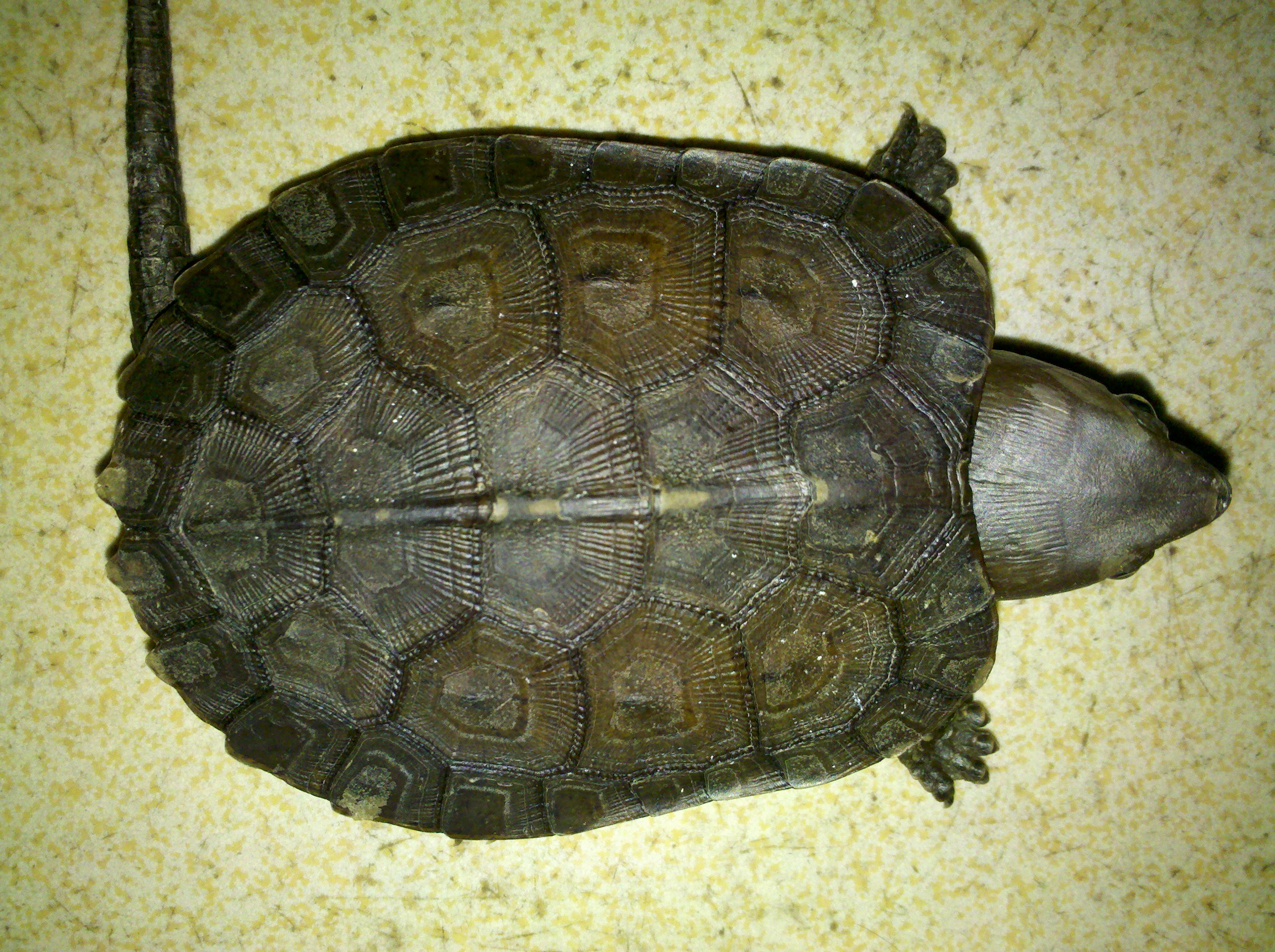
Dossière
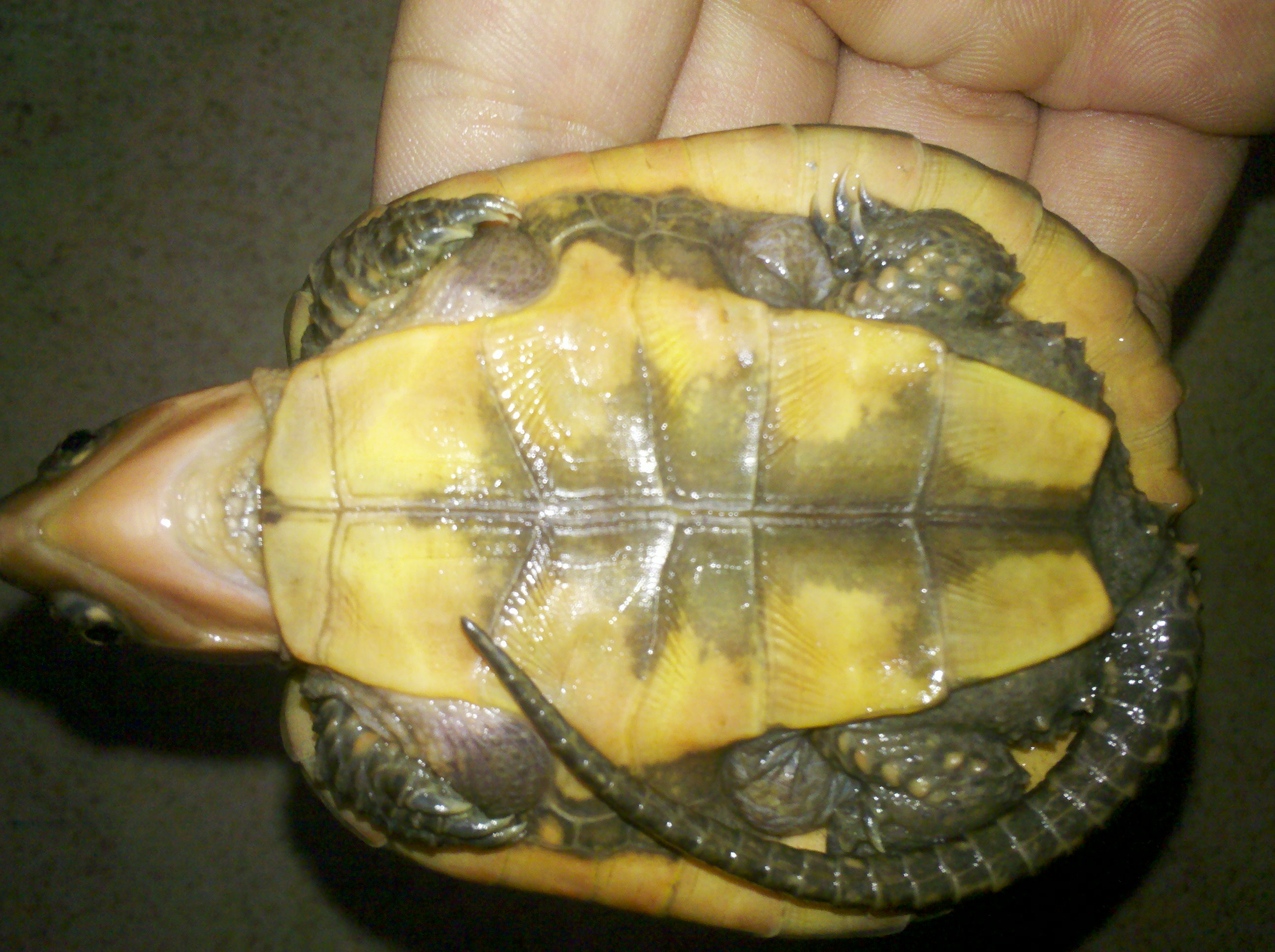
Plastron

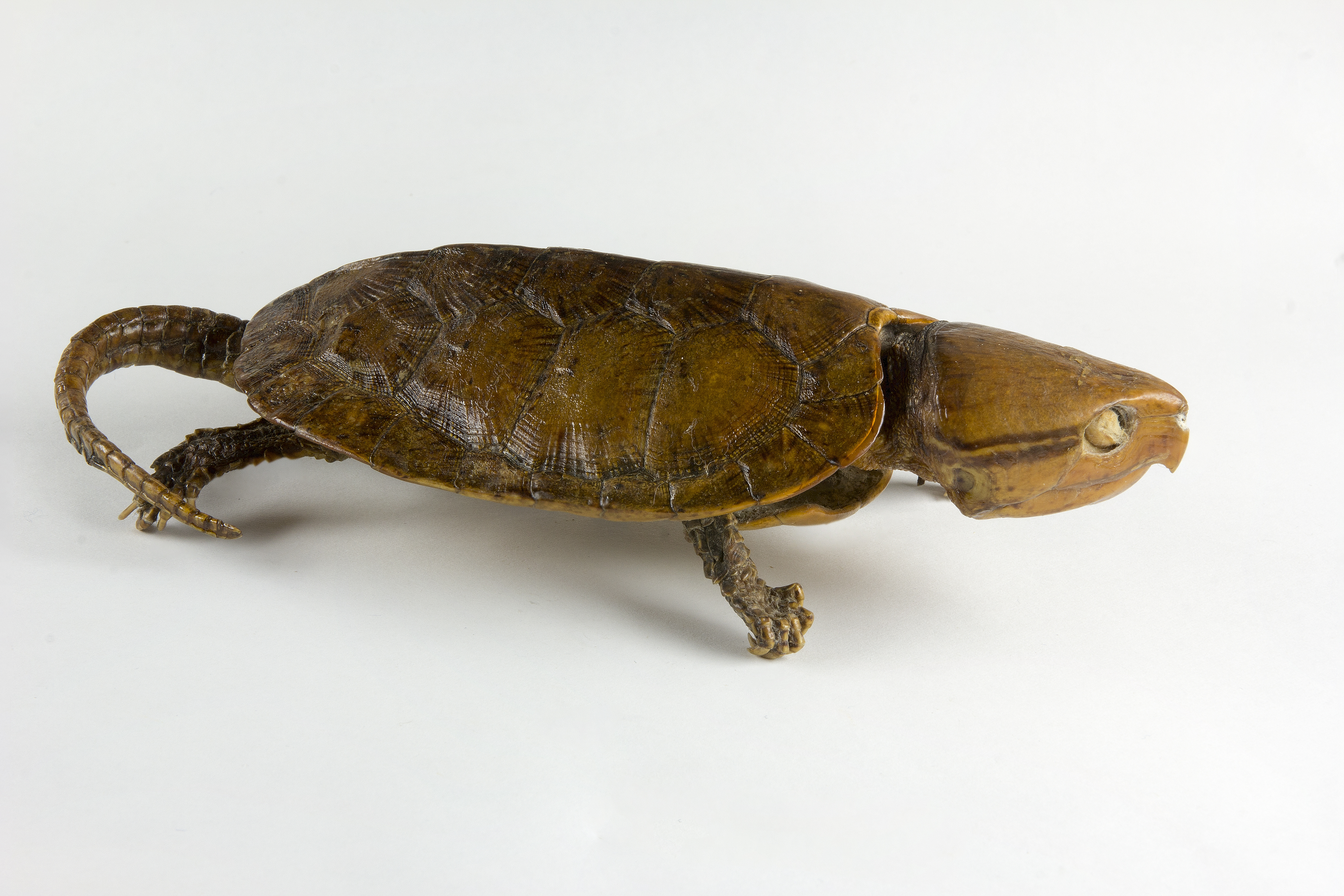
Platysternon megacephalum - Muséum de Toulouse.

Pendant les périodes de stress, elle a la particularité de produire des sons : un son strident pour les juvéniles, un grondement grave et primal pour les adultes.C'est une assez mauvaise nageuse mais une excellente grimpeuse. Elle est capable d'escalader les arbres et arbustes proches des cours d'eau où elle vit, et s'aide de son « bec » pour s'accrocher aux branches. 

## Alimentation
La tortue à grosse tête est carnivore. Elle se nourrit d'insectes dont des coléoptères aquatiques, de divers poissons, d'escargots et de limaces ainsi que de mollusques aquatiques qu'elle attrape en marchant sur le fond plutôt qu'en nageant. Elle mange aussi des charognes, des souriceaux et des têtards.

## Reproduction
La tortue à grosse tête ne pond en général qu'une fois par an, mais, pour les populations vivant le plus au sud, il arrive qu'elle le fasse 2 à 3 fois. Elle pond de 1 à 6 œufs en forme d'ellipse, 2 en moyenne.

## Longévité
En captivité, elle peut vivre plus de 27 ans.

## Taxinomie
C'est la seule espèce du genre Platysternon, lui-même classé dans différentes familles selon les références :
- Platysternidae, une famille monotypique selon TFTSG, Reptile Database, UICN et ITIS ;
- Chelydridae selon NCBI et Catalogue of Life (parfois placé dans la sous-famille des Platysterninae) ;
- Testudinidae selon ADW.

## La Tortue à grosse tête et l'Homme
Cette espèce est consommée en Asie et peut être trouvée sur les marchés.

## Liste des sous-espèces
Selon TFTSG (23 juin 2011) :
- Platysternon megacephalum megacephalum Gray, 1831
- Platysternon megacephalum peguense Gray, 1870
- Platysternon megacephalum shiui Ernst & McCord, 1987

## Publications originales
- Gray, 1831 : A specimen of a tortoise regarded as the type of a new genus in the family Emydidae. Proceedings of the Zoological Society of London, vol. 1831, no 1, p. 106-107.
- Gray, 1869 : Notes on the families and genera of tortoises (Testudinata), and on the characters afforded by the study of their skulls. Proceedings of the Zoological Society of London, vol. 1869, p. 165–225 (texte intégral).
- Gray, 1870 : Supplement to the Catalogue of Shield Reptiles in the Collection of the British Museum. Part 1, Testudinata (Tortoises). London, Taylor and Francis, p. 1-120.
- Ernst & McCord, 1987 : Two new turtles from southeast Asia. Proceedings of the Biological Society of Washington, vol. 100, p. 624–628 (texte intégral).